# Ruth Brinkmann
Ruth Brinkmann MBE (auch Brinkman; * 27. Juli 1934 in Berlin; † 18. Jänner 1997 in Wien) war eine US-amerikanische Schauspielerin und Mitgründerin von Vienna’s English Theatre.

## Leben und Werk
Familie Brinkmann emigrierte 1937 in die Vereinigten Staaten. Ruth Brinkmann wuchs in Manhasset auf und besuchte die Yale School of Drama. Sie trat als Schauspielerin am Cleveland Play House und am Williamstown Theater in Williamstown (Massachusetts) auf.
Anlässlich einer Reise nach Wien lernte sie ihren späteren Mann, den Regisseur und Dramaturgen Franz Schafranek (1930–1991) kennen. Sie gründete mit ihm Vienna’s English Theatre, das erste englischsprachige Theater in Kontinentaleuropa. Nach dem Tod ihres Mannes leitete sie dieses Theater bis zu ihrem eigenen Ableben. 1994 wurde sie als „Member“ in den Order of the British Empire aufgenommen.

## Ehrung
Die Ruth-Brinkmann-Gasse im 21. Wiener Gemeindebezirk (KG Stammersdorf) wurde am 3. Oktober 2006 vom Gemeinderatsausschuss für Kultur und Wissenschaft nach Ruth Brinkmann benannt.